# Burg Pfalzgrafenstein

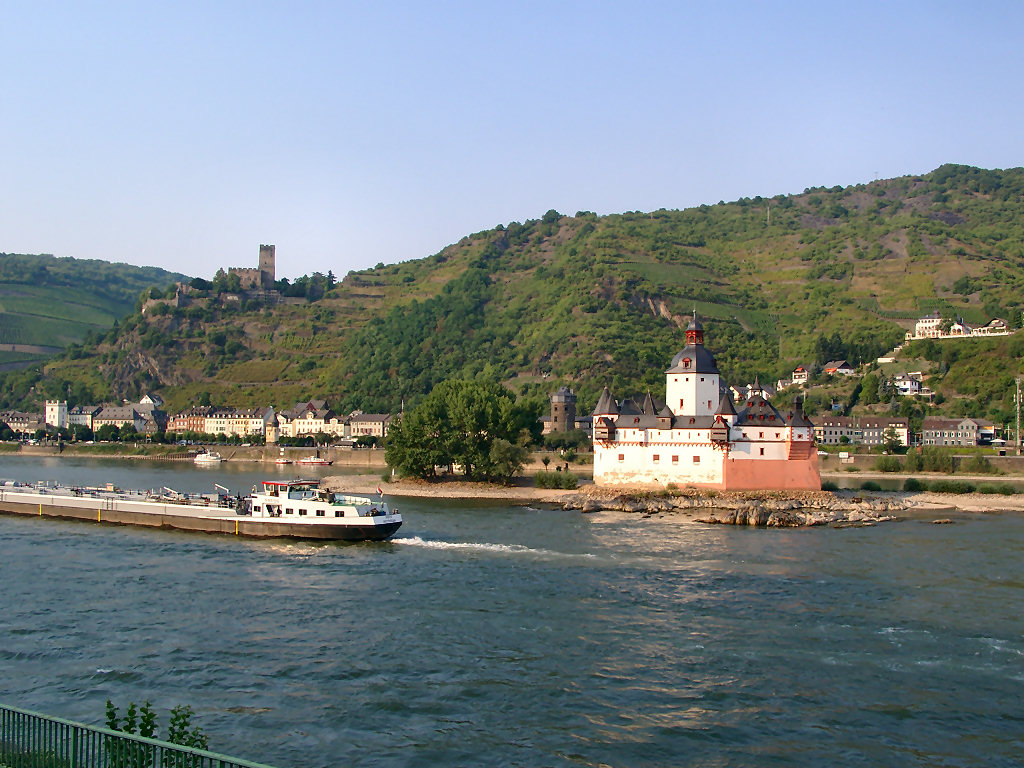
Burg Pfalzgrafenstein

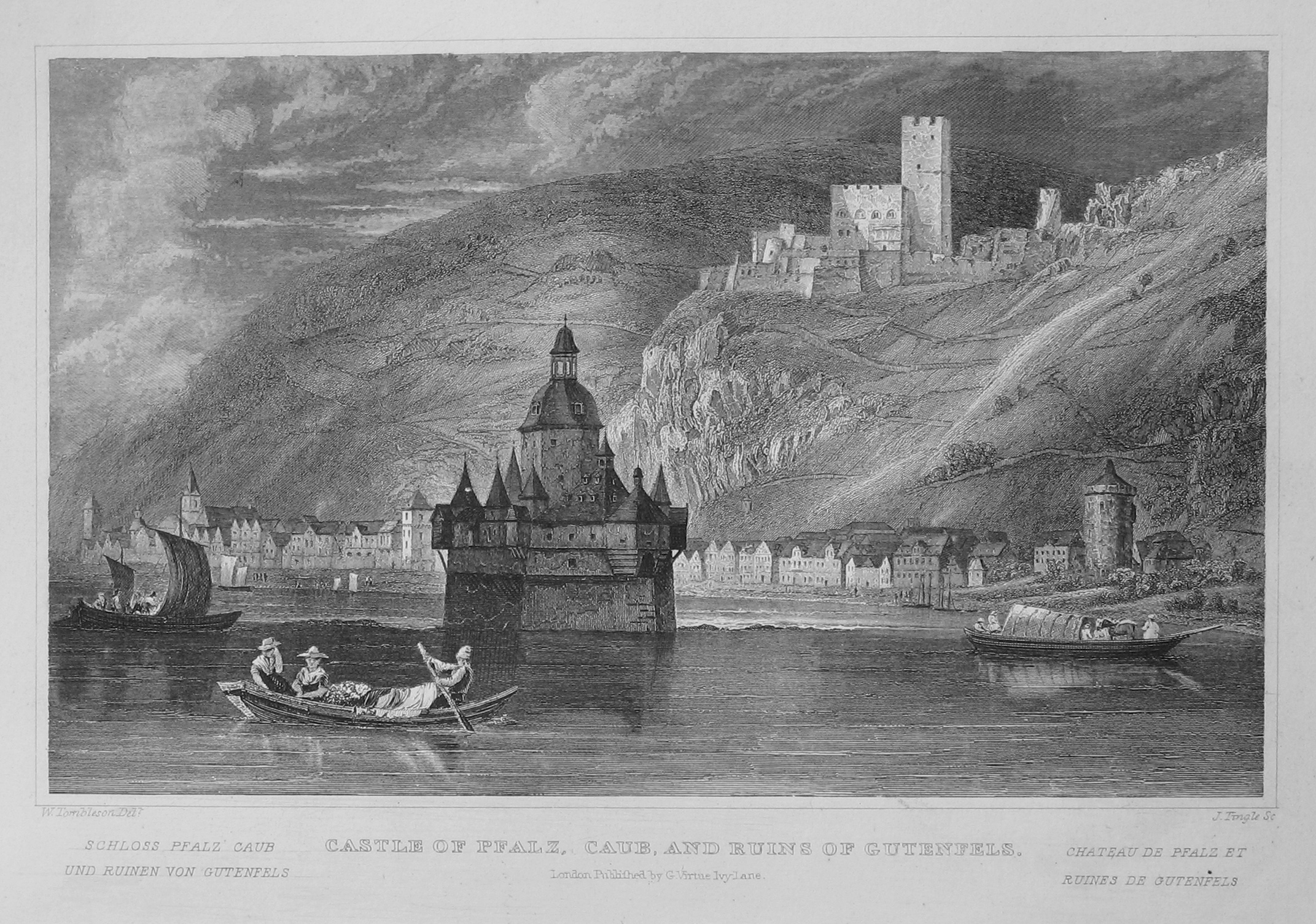
Burg Pfalzgrafenstein, in un disegno del 1832 di William Tombleson

Il Burg Pfalzgrafenstein (XIV secolo), conosciuto comunemente anche come "Die Pfalz", è un castello nella valle del Reno. Deve la sua fama alla particolare posizione su un isolotto (chiamato Falkenau) in mezzo al fiume Reno. Si tratta di uno dei castelli della Valle del Reno che hanno subito il minor numero di distruzioni. Aveva funzioni di posto di dogana.
Si trova nei pressi della cittadina di Kaub, nel land Renania-Palatinato (Rheinland-Pfalz), Germania meridionale.

## Storia
(Victor Hugo)
L'inizio della costruzione del castello risale al 1326 – 1327, quando Luigi IV di Baviera fece costruire la torre. L'isolotto sul quale sorse era stato acquistato dal conte palatino Ludovico II nel 1277.